# Гетто в Молятичах
Гетто в Моля́тичах (лето 1941 — ноябрь 1941) — еврейское гетто, место принудительного переселения евреев деревни Молятичи (Малятичи) Кричевского района Могилёвской области и близлежащих населённых пунктов в процессе преследования и уничтожения евреев во время оккупации территории Белоруссии войсками нацистской Германии в период Второй мировой войны.

## Оккупация Молятичей и создание гетто
Деревня Молятичи была захвачена немецкими войсками в июле 1941 года, и оккупация продлилась до 1 октября 1943 года.
После оккупации немцы, реализуя нацистскую программу уничтожения евреев, организовали в деревне гетто и под угрозой смерти запретили евреям появляться без нашитых на верхней одежде желтых шестиконечных звезд.
У евреев забрали все продовольственные запасы, домашнюю птицу и скот.
Местных нееврев предупредили, что за помощь евреям полагается смерть. Несколько человек попытались сбежать в лес, но их поймали и расстреляли.

## Уничтожение гетто
3 ноября 1941 года полицейские привезли в Молятичи из соседней деревни Антоновка еврейку с двумя детьми (семь лет и два года). Их отвели к мосту и расстреляли. Старший ребёнок попытался убежать, но его поймали, положили около убитой матери и застрелили. Также в ноябре 1941 года в Молятичах убивали и ещё евреев из Антоновки.
Однажды утром в ноябре 1941 года в Молятичи приехали немцы на трех машинах и приказали собраться всем жителям деревни. Затем белорусов вывели на окраину и приказали стоять на пригорке. Потом туда, к большому, бывшему помещичьему винному погребу привели евреев — около 100 (122, 70) человек — в основном, старики, женщины и дети, в том числе и грудные у матерей на руках. Сопротивляющихся идти на расстрел избивали прикладами. Обречённым людям объявили, что они будут убиты, а белорусам напомнили, что за помощь евреям полагается смерть. Потом евреев подводили к краю погреба, стреляли и тела падали вниз. Когда яма наполнилась убитыми, следующие тела закидывали наверх. После расстрела яму присыпали землей, а часть тел осталась не закопанная. Два дня место расстрела охранялось и никому не разрешали подходить. Беспомощную старушку Шуман один из немцев нашёл в доме, лежащую на печке, застрелил её, и её тело оттащили и бросили к остальным евреям в яму.
На следующий день немцы провели ещё одну «акцию» (таким эвфемизмом нацисты называли организованные ими массовые убийства). Они схватили 15-20 евреев — женщин и детей, — отвели их к мосту около деревни и полицай Антон Кучук их расстрелял.

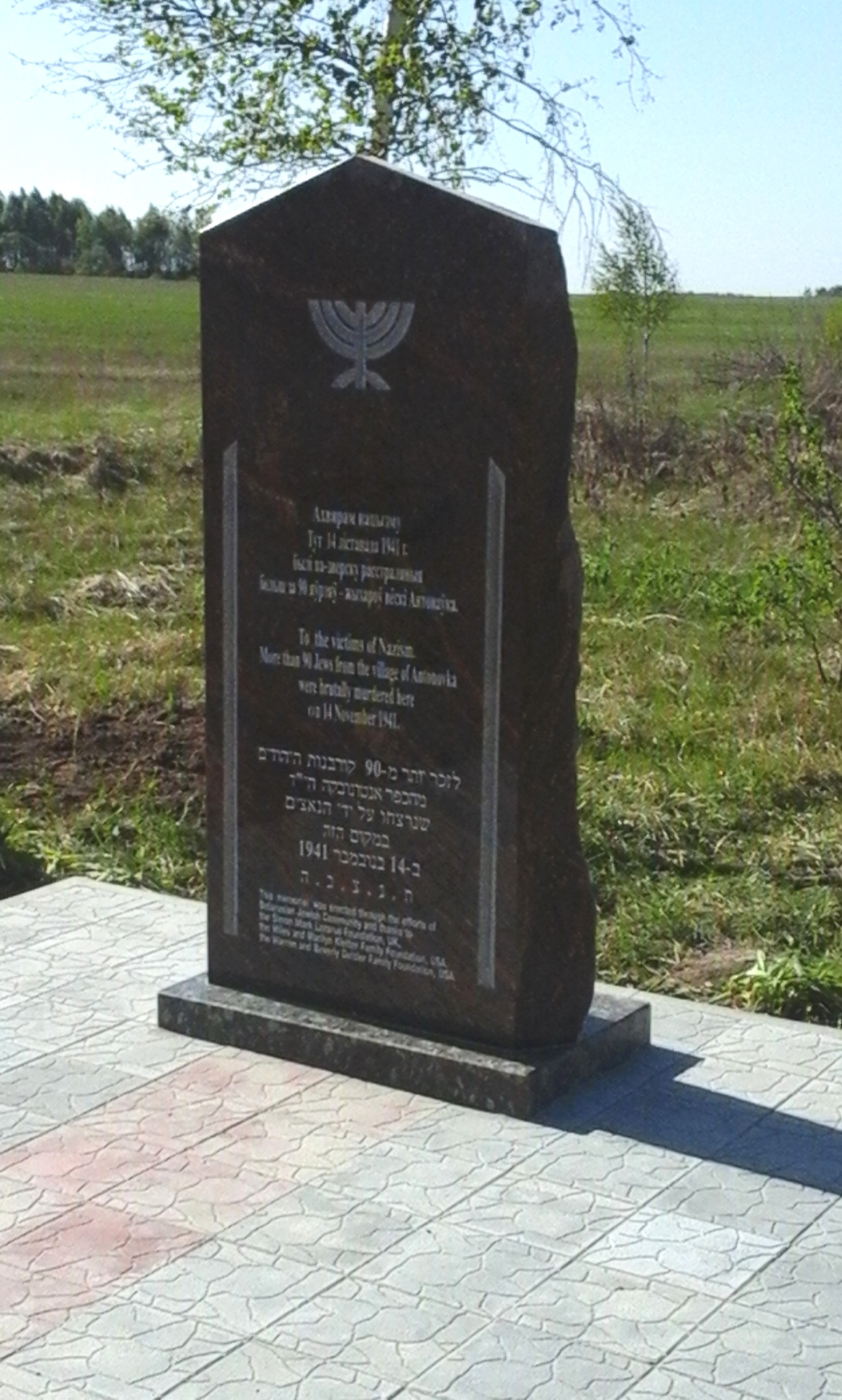
Памятник евреям Антоновки в Молятичах

## Память
Опубликованы неполные списки жертв геноцида евреев в Молятичах.
Один десяти-одиннадцатилетний мальчик смог убежать в лес во время расстрела и выжил. После войны он приехал из Ленинграда и за свой счёт поставил на бывшем еврейском кладбище памятник евреям Молятичей.
В 1975 году в центре Молятичей установили скульптуру «Воин с ребёнком» в честь освободителей деревни с именами погибших мирных жителей — в том числе, и евреев.
В 2004 году педагоги и ученики молятичской средней школы установили новый памятник на братской могиле молятичских евреев.
В 2017 году в Молятичах недалеко от здания сельсовета был установлен памятник евреям Антоновки, убитым 14 ноября 1941 года.